# Neobeckia
Neobeckia es un género de plantas con flores de la familia Brassicaceae.
Está considerado un sinónimo del género Rorippa Scop.

## Especies
- Neobeckia aquatica